# Буково (Валецький повіт)
Буково (пол. Bukowo) — село в Польщі, у гміні Члопа Валецького повіту Західнопоморського воєводства.
Населення — 376 осіб (2011).
У 1975—1998 роках село належало до Пільського воєводства.

## Демографія
Демографічна структура станом на 31 березня 2011 року:
|          | Загалом | Допрацездатний вік | Працездатний вік | Постпрацездатний вік |
| -------- | ------- | ------------------ | ---------------- | -------------------- |
| Чоловіки | 194     | 41                 | 133              | 20                   |
| Жінки    | 182     | 41                 | 102              | 39                   |
| Разом    | 376     | 82                 | 235              | 59                   |